# Options (roman)
Options est un roman absurde de science-fiction de Robert Sheckley, publié aux États-Unis en 1975 par Pyramid Books. La première édition britannique date de 1977 et la traduction française a été publiée en 1979.

## Résumé
L'histoire se présente comme la quête d'un voyageur spatial échoué à cause d'une avarie pour retrouver une pièce de rechange nécessaire sur une planète hostile. Il est assisté pour cela d'un robot censé l'informer et le protéger des dangers de la planète, dont il se trouve qu'il a les informations d'une autre planète. Les incidents de nature comique deviennent de plus en plus absurdes, et le personnage échappe à l'emprise de son auteur. Ce dernier essaye en vain de rattraper l'intrigue à grands coups de deus ex machina.